# Дорис Рунге
Дорис Рунге (на немски: Doris Runge) (с рождено име Дорис Бекман) е немска поетеса, есеистка и професор по поетика.

## Биография
Дорис Рунге е родена през 1943 г. в общността Карлов, Мекленбург. Дъщеря е на фабрикант, чиято собственост е отчуждена след Втората световна война. През 1953 г. семейството се преселва от ГДР във ФРГ, общността Нойкирхен в Шлезвиг-Холщайн.
Дорис Рунге учи в град Олденбург ин Холщайн и в Любек. Следва в Кил и известно време работи като учителка.
От 1967 до 1981 г. има първи брак с художника Юрген Рунге; от 1970 до 1975 г. двойката пребивава периодично на остров Ибиса.
След завръщането си в Германия Дорис Рунге живее в „Бялата къща“ в град Цисмар, Шлезвиг-Холщайн. От 1992 г. е председател на клуба „Литература в Бялата къща“ и организира там литературни четения.

## Творчество
Дорис Рунге се изявява предимно като автор на стихотворения и литературоведски текстове върху творчеството на Томас Ман. Като образци на нейната стегната, немногословна лирика критиката посочва Паул Целан и ранния Ханс Магнус Енценсбергер.
Особено впечатлява в нейните лишени от пунктуация стихотворения честата употреба на стилистичен похват, при койта отделният изказ получава многозначен характер и може да бъде прочетен по различен начин.
От 1999 г. Дорис Рунге е професор по поетика в университета на Бамберг.
От 2011 г. е член на Майнцката академия на науките и литературата.

## Награди и отличия
- 1987: „Награда Фридрих Хебел“
- 1997: „Награда Фридрих Хьолдерлин на град Бад Хомбург“
- 1998: Kunstpreis des Landes Schleswig-Holstein
- 1997: Liliencron-Dozentur für Poetik an der Christian-Albrechts-Universität zu Kiel
- 1999: Professur für Poetik an der Otto-Friedrich-Universität Bamberg
- 2007: „Награда Ида Демел“
- 2009: Ernennung zur Ehrenprofessorin des Landes Schleswig-Holstein
- 2011: Aufnahme als ordentliches Mitglied in die Akademie der Wissenschaften und der Literatur, Mainz[1]